# Edward Onslow Ford

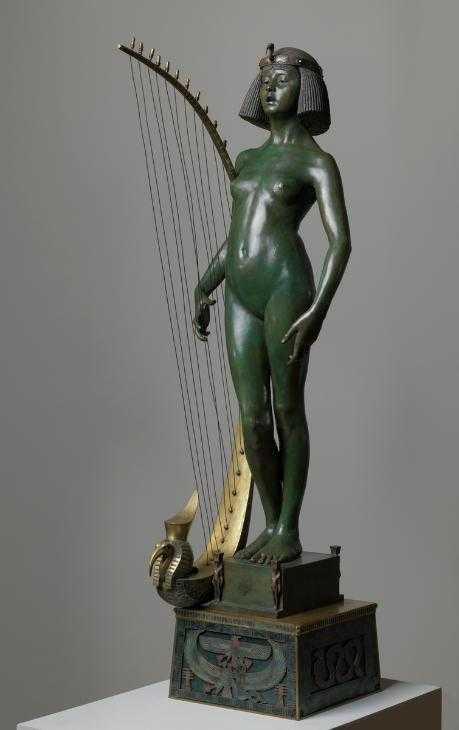
Edward Onslow Ford: The Egyptian Singer, 1889. Tate Gallery, London

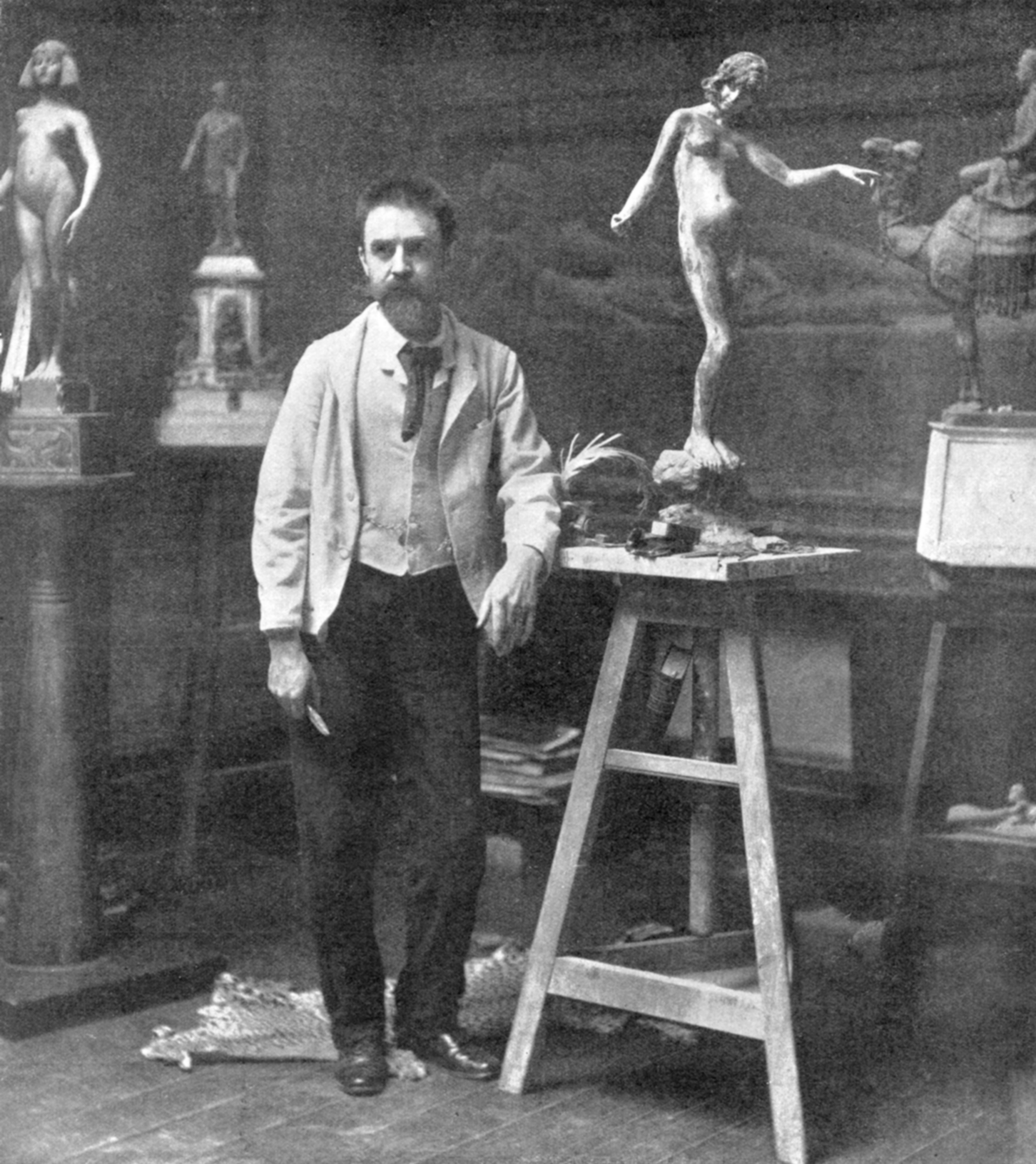
Edward Onslow Ford in seinem selbstgebauten Atelier in der Acacia Road 62, St. John's Wood, London, mit einigen seiner Werke, darunter Folly (neben Ford auf einem Gestell), General Gordon auf seinem Kamel (oben rechts im Bild) und The Singer (oben links auf einer Säule). Foto von Ralph W. Robertson. Veröffentlicht in The Sketch, 1. Januar 1902, als Teil eines ganzseitigen Nachrufs

Edward Onslow Ford (* 27. Juli 1852 in London; † 23. Dezember 1901 ebenda) war ein britischer Bildhauer und einer der führenden Vertreter der New-Sculpture-Bewegung am Ende des 19. Jahrhunderts. Seine Werke zeichnen sich durch eine Kombination von naturalistischer Darstellung und allegorischer Symbolik aus.

## Leben
Edward Onslow Ford wurde 1852 in Islington, London, geboren. Nach dem Tod seines Vaters im Jahr 1864 zog die Familie nach Blackheath. Edward Onslow Ford interessierte sich schon früh für Kunst und begann 1870 ein Studium der Malerei an der Königlichen Akademie der Schönen Künste in Antwerpen. Anschließend setzte er seine Ausbildung an der Akademie der Bildenden Künste in München fort, wo er bei Michael Wagmüller studierte und sich auf Bildhauerei spezialisierte. Während seines Aufenthalts in München heiratete er 1873 Anne Gwendoline, die Tochter des Barons Frans von Kreusser. Nach seiner Rückkehr nach England 1874 ließ sich Ford in Blackheath nieder und konzentrierte sich auf Porträtbüsten. Sein erstes ausgestelltes Werk war eine Büste seiner Frau, die 1875 in der Royal Academy gezeigt wurde. 1881 verlegte er sein Atelier nach Fulham, wo er mit dem Bildhauer Alfred Gilbert zusammenarbeitete und mit ihm das Wachsausschmelzverfahren erprobte, das er fortan in seinen Werken verwendete.
Edward Onslow Ford wurde 1888 zum Associate der Royal Academy (A.R.A.) und 1895 zum Royal Academician (R.A.) gewählt. Er war auch korrespondierendes Mitglied der Académie des Beaux-Arts. Am 23. Dezember 1901 starb er in London an einem Herzleiden. Er wurde auf dem Friedhof von East Finchley beigesetzt.

## Werk
Edward Onslow Ford war ein zentraler Vertreter der New Sculpture-Bewegung, die sich durch eine dynamischere und naturalistischere Darstellung in der Bildhauerei auszeichnete. Seine Werke verbinden klassische Themen mit innovativen Materialien und Techniken. Besonders bekannt sind seine Porträtbüsten, die für ihre feine Modellierung und lebendige Darstellung geschätzt werden. Zu seinen bekanntesten Porträts zählen die Büsten von John Everett Millais, Thomas Huxley, Herbert Spencer, Lawrence Alma-Tadema und Arthur Balfour.
Neben Porträts schuf Ford auch zahlreiche allegorische Skulpturen, die häufig in Bronze gegossen wurden. Zu seinen bedeutendsten Werken zählen:
- Sir Rowland Hill (1881), Royal Exchange, London
- Henry Irving als Hamlet (1883), Guildhall Art Gallery, London
- General Gordon auf einem Kamel (1890), Chatham und Khartum
- Shelley Memorial (1892), University College, Oxford
- Lord Strathnairn (1895), Knightsbridge, London
- Queen Victoria Memorial (1901), Manchester

Seine allegorischen Werke wie Folly (1886), Peace (1890), Echo (1895), Applause (1893) und The Egyptian Singer (1889) zeigen eine Mischung aus poetischer Symbolik und realistischer Darstellung. Folly wurde von den Chantrey Trustees erworben und befindet sich heute in der Tate Gallery. Edward Onslow Ford war auch einer der ersten britischen Bildhauer, der kleinere Repliken seiner Werke veröffentlichte, was seine Bekanntheit erheblich steigerte.